# 7225 Huntress
A 7225 Huntress (ideiglenes jelöléssel 1983 BH) a Naprendszer kisbolygóövében található aszteroida. Edward L. G. Bowell fedezte fel 1983. január 22-én.